# Tournoi des États-Unis de rugby à sept 2017
Navigation
2016 2018
Le Tournoi des États-Unis de rugby à sept 2017 est la cinquième étape de la saison 2016-2017 du World Rugby Sevens Series. Elle se déroule sur trois jours les 3, 4 et 5 mars 2017 au Sam Boyd Stadium à Las Vegas, aux États-Unis. La victoire finale revient à l'équipe d'Afrique du Sud qui bat en finale l'équipe des Fidji sur le score de 19 à 12.

## Équipes participantes
Seize équipes participent au tournoi (quinze équipes permanentes plus une invitée) :
- Afrique du Sud
- Angleterre
- Argentine
- Australie
- Canada
- Écosse
- États-Unis
- France
- Fidji
- Pays de Galles
- Japon
- Kenya
- Nouvelle-Zélande
- Russie
- Samoa
- Chili (invitée)

## Phase de poules

### Poule A
| Rang | Pays           | J | V | N | D | Pm | Pe | Diff | Pts |
| ---- | -------------- | - | - | - | - | -- | -- | ---- | --- |
| 1    | Afrique du Sud | 3 | 3 | 0 | 0 | 78 | 14 | +64  | 9   |
| 2    | Canada         | 3 | 2 | 0 | 1 | 52 | 47 | +5   | 7   |
| 3    | France         | 3 | 1 | 0 | 2 | 33 | 59 | -26  | 5   |
| 4    | Pays de Galles | 3 | 0 | 0 | 3 | 35 | 78 | -43  | 3   |

| 3 mars 2017 18 h 21 UTC−08:00 | Pays de Galles | 7 - 33 | France | Sam Boyd Stadium, Las Vegas |
| 3 mars 2017 18 h 21 UTC−08:00 |                |        |        | Sam Boyd Stadium, Las Vegas |
| 3 mars 2017 18 h 21 UTC−08:00 |                |        |        | Sam Boyd Stadium, Las Vegas |

| 3 mars 2017 18 h 43 UTC−08:00 | Afrique du Sud | 26 - 7 | Canada | Sam Boyd Stadium, Las Vegas |
| 3 mars 2017 18 h 43 UTC−08:00 |                |        |        | Sam Boyd Stadium, Las Vegas |
| 3 mars 2017 18 h 43 UTC−08:00 |                |        |        | Sam Boyd Stadium, Las Vegas |

| 3 mars 2017 21 h 20 UTC−08:00 | Pays de Galles | 21 - 24 | Canada | Sam Boyd Stadium, Las Vegas |
| 3 mars 2017 21 h 20 UTC−08:00 |                |         |        | Sam Boyd Stadium, Las Vegas |
| 3 mars 2017 21 h 20 UTC−08:00 |                |         |        | Sam Boyd Stadium, Las Vegas |

| 3 mars 2017 21 h 42 UTC−08:00 | Afrique du Sud | 31 - 0 | France | Sam Boyd Stadium, Las Vegas |
| 3 mars 2017 21 h 42 UTC−08:00 |                |        |        | Sam Boyd Stadium, Las Vegas |
| 3 mars 2017 21 h 42 UTC−08:00 |                |        |        | Sam Boyd Stadium, Las Vegas |

| 4 mars 2017 15 h 46 UTC−08:00 | France | 0 - 21 | Canada | Sam Boyd Stadium, Las Vegas |
| 4 mars 2017 15 h 46 UTC−08:00 |        |        |        | Sam Boyd Stadium, Las Vegas |
| 4 mars 2017 15 h 46 UTC−08:00 |        |        |        | Sam Boyd Stadium, Las Vegas |

| 4 mars 2017 16 h 08 UTC−08:00 | Afrique du Sud | 21 - 7 | Pays de Galles | Sam Boyd Stadium, Las Vegas |
| 4 mars 2017 16 h 08 UTC−08:00 |                |        |                | Sam Boyd Stadium, Las Vegas |
| 4 mars 2017 16 h 08 UTC−08:00 |                |        |                | Sam Boyd Stadium, Las Vegas |

### Poule B
| Rang | Pays       | J | V | N | D | Pm | Pe | Diff | Pts |
| ---- | ---------- | - | - | - | - | -- | -- | ---- | --- |
| 1    | Angleterre | 3 | 3 | 0 | 0 | 67 | 29 | +38  | 9   |
| 2    | États-Unis | 3 | 2 | 0 | 1 | 74 | 29 | +45  | 6   |
| 3    | Samoa      | 3 | 1 | 0 | 2 | 29 | 40 | -11  | 5   |
| 4    | Chili      | 3 | 0 | 0 | 3 | 17 | 79 | -62  | 3   |

| 3 mars 2017 17 h 37 UTC−08:00 | États-Unis | 26 - 5 | Samoa | Sam Boyd Stadium, Las Vegas |
| 3 mars 2017 17 h 37 UTC−08:00 |            |        |       | Sam Boyd Stadium, Las Vegas |
| 3 mars 2017 17 h 37 UTC−08:00 |            |        |       | Sam Boyd Stadium, Las Vegas |

| 3 mars 2017 17 h 59 UTC−08:00 | Angleterre | 31 - 5 | Chili | Sam Boyd Stadium, Las Vegas |
| 3 mars 2017 17 h 59 UTC−08:00 |            |        |       | Sam Boyd Stadium, Las Vegas |
| 3 mars 2017 17 h 59 UTC−08:00 |            |        |       | Sam Boyd Stadium, Las Vegas |

| 3 mars 2017 20 h 36 UTC−08:00 | États-Unis | 31 - 0 | Chili | Sam Boyd Stadium, Las Vegas |
| 3 mars 2017 20 h 36 UTC−08:00 |            |        |       | Sam Boyd Stadium, Las Vegas |
| 3 mars 2017 20 h 36 UTC−08:00 |            |        |       | Sam Boyd Stadium, Las Vegas |

| 3 mars 2017 20 h 58 UTC−08:00 | Angleterre | 12 - 7 | Samoa | Sam Boyd Stadium, Las Vegas |
| 3 mars 2017 20 h 58 UTC−08:00 |            |        |       | Sam Boyd Stadium, Las Vegas |
| 3 mars 2017 20 h 58 UTC−08:00 |            |        |       | Sam Boyd Stadium, Las Vegas |

| 4 mars 2017 14 h 58 UTC−08:00 | Samoa | 17 - 12 | Chili | Sam Boyd Stadium, Las Vegas |
| 4 mars 2017 14 h 58 UTC−08:00 |       |         |       | Sam Boyd Stadium, Las Vegas |
| 4 mars 2017 14 h 58 UTC−08:00 |       |         |       | Sam Boyd Stadium, Las Vegas |

| 4 mars 2017 15 h 24 UTC−08:00 | Angleterre | 24 - 17 | États-Unis | Sam Boyd Stadium, Las Vegas |
| 4 mars 2017 15 h 24 UTC−08:00 |            |         |            | Sam Boyd Stadium, Las Vegas |
| 4 mars 2017 15 h 24 UTC−08:00 |            |         |            | Sam Boyd Stadium, Las Vegas |

### Poule C
| Rang | Pays             | J | V | N | D | Pm | Pe | Diff | Pts |
| ---- | ---------------- | - | - | - | - | -- | -- | ---- | --- |
| 1    | Argentine        | 3 | 2 | 1 | 0 | 69 | 24 | +45  | 8   |
| 2    | Nouvelle-Zélande | 3 | 2 | 0 | 1 | 53 | 24 | +29  | 7   |
| 3    | Kenya            | 3 | 1 | 1 | 1 | 33 | 48 | -15  | 6   |
| 4    | Russie           | 3 | 0 | 0 | 3 | 15 | 74 | -59  | 3   |

| 3 mars 2017 16 h 53 UTC−08:00 | Argentine | 43 - 0 | Russie | Sam Boyd Stadium, Las Vegas |
| 3 mars 2017 16 h 53 UTC−08:00 |           |        |        | Sam Boyd Stadium, Las Vegas |
| 3 mars 2017 16 h 53 UTC−08:00 |           |        |        | Sam Boyd Stadium, Las Vegas |

| 3 mars 2017 17 h 15 UTC−08:00 | Nouvelle-Zélande | 24 - 7 | Kenya | Sam Boyd Stadium, Las Vegas |
| 3 mars 2017 17 h 15 UTC−08:00 |                  |        |       | Sam Boyd Stadium, Las Vegas |
| 3 mars 2017 17 h 15 UTC−08:00 |                  |        |       | Sam Boyd Stadium, Las Vegas |

| 3 mars 2017 19 h 52 UTC−08:00 | Argentine | 14 - 14 | Kenya | Sam Boyd Stadium, Las Vegas |
| 3 mars 2017 19 h 52 UTC−08:00 |           |         |       | Sam Boyd Stadium, Las Vegas |
| 3 mars 2017 19 h 52 UTC−08:00 |           |         |       | Sam Boyd Stadium, Las Vegas |

| 3 mars 2017 20 h 14 UTC−08:00 | Nouvelle-Zélande | 19 - 5 | Russie | Sam Boyd Stadium, Las Vegas |
| 3 mars 2017 20 h 14 UTC−08:00 |                  |        |        | Sam Boyd Stadium, Las Vegas |
| 3 mars 2017 20 h 14 UTC−08:00 |                  |        |        | Sam Boyd Stadium, Las Vegas |

| 4 mars 2017 14 h 12 UTC−08:00 | Russie | 10 - 12 | Kenya | Sam Boyd Stadium, Las Vegas |
| 4 mars 2017 14 h 12 UTC−08:00 |        |         |       | Sam Boyd Stadium, Las Vegas |
| 4 mars 2017 14 h 12 UTC−08:00 |        |         |       | Sam Boyd Stadium, Las Vegas |

| 4 mars 2017 14 h 36 UTC−08:00 | Nouvelle-Zélande | 10 - 12 | Argentine | Sam Boyd Stadium, Las Vegas |
| 4 mars 2017 14 h 36 UTC−08:00 |                  |         |           | Sam Boyd Stadium, Las Vegas |
| 4 mars 2017 14 h 36 UTC−08:00 |                  |         |           | Sam Boyd Stadium, Las Vegas |

### Poule D
| Rang | Pays      | J | V | N | D | Pm | Pe | Diff | Pts |
| ---- | --------- | - | - | - | - | -- | -- | ---- | --- |
| 1    | Fidji     | 3 | 3 | 0 | 0 | 89 | 29 | +60  | 9   |
| 2    | Australie | 3 | 2 | 0 | 1 | 64 | 57 | +7   | 7   |
| 3    | Écosse    | 3 | 1 | 0 | 2 | 66 | 59 | +7   | 5   |
| 4    | Japon     | 3 | 0 | 0 | 3 | 19 | 93 | -74  | 3   |

| 3 mars 2017 16 h 09 UTC−08:00 | Fidji | 41 - 0 | Japon | Sam Boyd Stadium, Las Vegas |
| 3 mars 2017 16 h 09 UTC−08:00 |       |        |       | Sam Boyd Stadium, Las Vegas |
| 3 mars 2017 16 h 09 UTC−08:00 |       |        |       | Sam Boyd Stadium, Las Vegas |

| 3 mars 2017 16 h 31 UTC−08:00 | Australie | 28 - 21 | Écosse | Sam Boyd Stadium, Las Vegas |
| 3 mars 2017 16 h 31 UTC−08:00 |           |         |        | Sam Boyd Stadium, Las Vegas |
| 3 mars 2017 16 h 31 UTC−08:00 |           |         |        | Sam Boyd Stadium, Las Vegas |

| 3 mars 2017 19 h 08 UTC−08:00 | Fidji | 24 - 12 | Écosse | Sam Boyd Stadium, Las Vegas |
| 3 mars 2017 19 h 08 UTC−08:00 |       |         |        | Sam Boyd Stadium, Las Vegas |
| 3 mars 2017 19 h 08 UTC−08:00 |       |         |        | Sam Boyd Stadium, Las Vegas |

| 3 mars 2017 19 h 30 UTC−08:00 | Australie | 19 - 12 | Japon | Sam Boyd Stadium, Las Vegas |
| 3 mars 2017 19 h 30 UTC−08:00 |           |         |       | Sam Boyd Stadium, Las Vegas |
| 3 mars 2017 19 h 30 UTC−08:00 |           |         |       | Sam Boyd Stadium, Las Vegas |

| 4 mars 2017 13 h 28 UTC−08:00 | Japon | 7 - 33 | Écosse | Sam Boyd Stadium, Las Vegas |
| 4 mars 2017 13 h 28 UTC−08:00 |       |        |        | Sam Boyd Stadium, Las Vegas |
| 4 mars 2017 13 h 28 UTC−08:00 |       |        |        | Sam Boyd Stadium, Las Vegas |

| 4 mars 2017 13 h 50 UTC−08:00 | Australie | 17 - 24 | Fidji | Sam Boyd Stadium, Las Vegas |
| 4 mars 2017 13 h 50 UTC−08:00 |           |         |       | Sam Boyd Stadium, Las Vegas |
| 4 mars 2017 13 h 50 UTC−08:00 |           |         |       | Sam Boyd Stadium, Las Vegas |

## Phase finale
Résultats de la phase finale.

### Tournois principaux

#### Cup
|  | Quarts de finale                | Quarts de finale                |                                 |                                 | Demi-finales                    | Demi-finales                    |    |  | Finale                          | Finale                          |
|  | Quarts de finale                | Quarts de finale                |                                 |                                 | Demi-finales                    | Demi-finales                    |    |  | Finale                          | Finale                          |
|  |                                 |                                 |                                 |                                 |                                 |                                 |    |  |                                 |                                 |
|  | 4 mars 2017 - 20 h 16 UTC−08:00 | 4 mars 2017 - 20 h 16 UTC−08:00 |                                 |                                 | 5 mars 2017 - 13 h 44 UTC−08:00 | 5 mars 2017 - 13 h 44 UTC−08:00 |    |  | 5 mars 2017 - 17 h 00 UTC−08:00 | 5 mars 2017 - 17 h 00 UTC−08:00 |
|  | 4 mars 2017 - 20 h 16 UTC−08:00 | 4 mars 2017 - 20 h 16 UTC−08:00 |                                 |                                 | 5 mars 2017 - 13 h 44 UTC−08:00 | 5 mars 2017 - 13 h 44 UTC−08:00 |    |  | 5 mars 2017 - 17 h 00 UTC−08:00 | 5 mars 2017 - 17 h 00 UTC−08:00 |
|  | Afrique du Sud                  | 17                              |                                 |                                 | 5 mars 2017 - 13 h 44 UTC−08:00 | 5 mars 2017 - 13 h 44 UTC−08:00 |    |  | 5 mars 2017 - 17 h 00 UTC−08:00 | 5 mars 2017 - 17 h 00 UTC−08:00 |
|  | Afrique du Sud                  | 17                              |                                 |                                 | 5 mars 2017 - 13 h 44 UTC−08:00 | 5 mars 2017 - 13 h 44 UTC−08:00 |    |  | 5 mars 2017 - 17 h 00 UTC−08:00 | 5 mars 2017 - 17 h 00 UTC−08:00 |
|  | Australie                       | 14                              |                                 |                                 | 5 mars 2017 - 13 h 44 UTC−08:00 | 5 mars 2017 - 13 h 44 UTC−08:00 |    |  | 5 mars 2017 - 17 h 00 UTC−08:00 | 5 mars 2017 - 17 h 00 UTC−08:00 |
|  | Australie                       | 14                              | Afrique du Sud                  | 20                              |                                 |                                 |    |  | 5 mars 2017 - 17 h 00 UTC−08:00 | 5 mars 2017 - 17 h 00 UTC−08:00 |
|  | 4 mars 2017 - 20 h 38 UTC−08:00 |                                 | Afrique du Sud                  | 20                              |                                 |                                 |    |  | 5 mars 2017 - 17 h 00 UTC−08:00 | 5 mars 2017 - 17 h 00 UTC−08:00 |
|  |                                 | États-Unis                      | 17                              |                                 |                                 |                                 |    |  | 5 mars 2017 - 17 h 00 UTC−08:00 | 5 mars 2017 - 17 h 00 UTC−08:00 |
|  | Argentine                       | États-Unis                      | 17                              | 19                              |                                 |                                 |    |  | 5 mars 2017 - 17 h 00 UTC−08:00 | 5 mars 2017 - 17 h 00 UTC−08:00 |
|  | Argentine                       |                                 |                                 | 19                              |                                 |                                 |    |  | 5 mars 2017 - 17 h 00 UTC−08:00 | 5 mars 2017 - 17 h 00 UTC−08:00 |
|  | États-Unis                      | 21                              |                                 |                                 |                                 |                                 |    |  | 5 mars 2017 - 17 h 00 UTC−08:00 | 5 mars 2017 - 17 h 00 UTC−08:00 |
|  | États-Unis                      | 21                              | Afrique du Sud                  | 19                              |                                 |                                 |    |  |                                 |                                 |
|  | 4 mars 2017 - 21 h 00 UTC−08:00 |                                 | Afrique du Sud                  | 19                              |                                 |                                 |    |  |                                 |                                 |
|  |                                 | Fidji                           | 12                              |                                 |                                 |                                 |    |  |                                 |                                 |
|  | Fidji                           | Fidji                           | 12                              | 31                              |                                 |                                 |    |  |                                 |                                 |
|  | Fidji                           | 5 mars 2017 - 14 h 06 UTC−08:00 |                                 | 31                              |                                 |                                 |    |  |                                 |                                 |
|  | Canada                          | 12                              |                                 |                                 |                                 |                                 |    |  |                                 |                                 |
|  | Canada                          | 12                              | Fidji                           | 19                              |                                 |                                 |    |  |                                 |                                 |
|  | 4 mars 2017 - 21 h 22 UTC−08:00 | 4 mars 2017 - 21 h 22 UTC−08:00 | Fidji                           | 19                              | Match pour la 3e place          | Match pour la 3e place          |    |  |                                 |                                 |
|  | 4 mars 2017 - 21 h 22 UTC−08:00 | 4 mars 2017 - 21 h 22 UTC−08:00 |                                 | Nouvelle-Zélande                | Match pour la 3e place          | Match pour la 3e place          | 14 |  |                                 |                                 |
|  | Angleterre                      | 0                               | 5 mars 2017 - 16 h 30 UTC−08:00 | 5 mars 2017 - 16 h 30 UTC−08:00 |                                 |                                 | 14 |  |                                 |                                 |
|  | Angleterre                      | 0                               | 5 mars 2017 - 16 h 30 UTC−08:00 | 5 mars 2017 - 16 h 30 UTC−08:00 |                                 |                                 |    |  |                                 |                                 |
|  | Nouvelle-Zélande                | 19                              |                                 | États-Unis                      | 19                              |                                 |    |  |                                 |                                 |
|  | Nouvelle-Zélande                | 19                              |                                 | États-Unis                      | 19                              |                                 |    |  |                                 |                                 |
|  |                                 |                                 |                                 |                                 |                                 |                                 |    |  | Nouvelle-Zélande                | 15                              |
|  |                                 |                                 |                                 |                                 |                                 |                                 |    |  | Nouvelle-Zélande                | 15                              |

#### Challenge Trophy
|  | Quarts de finale                | Quarts de finale                |        |    | Demi-finales                    | Demi-finales                    |  |  | Finale                          | Finale                          |
|  | Quarts de finale                | Quarts de finale                |        |    | Demi-finales                    | Demi-finales                    |  |  | Finale                          | Finale                          |
|  |                                 |                                 |        |    |                                 |                                 |  |  |                                 |                                 |
|  | 4 mars 2017 - 18 h 48 UTC−08:00 | 4 mars 2017 - 18 h 48 UTC−08:00 |        |    | 5 mars 2017 - 12 h 08 UTC−08:00 | 5 mars 2017 - 12 h 08 UTC−08:00 |  |  | 5 mars 2017 - 15 h 40 UTC−08:00 | 5 mars 2017 - 15 h 40 UTC−08:00 |
|  | 4 mars 2017 - 18 h 48 UTC−08:00 | 4 mars 2017 - 18 h 48 UTC−08:00 |        |    | 5 mars 2017 - 12 h 08 UTC−08:00 | 5 mars 2017 - 12 h 08 UTC−08:00 |  |  | 5 mars 2017 - 15 h 40 UTC−08:00 | 5 mars 2017 - 15 h 40 UTC−08:00 |
|  | France                          | 24                              |        |    | 5 mars 2017 - 12 h 08 UTC−08:00 | 5 mars 2017 - 12 h 08 UTC−08:00 |  |  | 5 mars 2017 - 15 h 40 UTC−08:00 | 5 mars 2017 - 15 h 40 UTC−08:00 |
|  | France                          | 24                              |        |    | 5 mars 2017 - 12 h 08 UTC−08:00 | 5 mars 2017 - 12 h 08 UTC−08:00 |  |  | 5 mars 2017 - 15 h 40 UTC−08:00 | 5 mars 2017 - 15 h 40 UTC−08:00 |
|  | Japon                           | 14                              |        |    | 5 mars 2017 - 12 h 08 UTC−08:00 | 5 mars 2017 - 12 h 08 UTC−08:00 |  |  | 5 mars 2017 - 15 h 40 UTC−08:00 | 5 mars 2017 - 15 h 40 UTC−08:00 |
|  | Japon                           | 14                              | France | 7  |                                 |                                 |  |  | 5 mars 2017 - 15 h 40 UTC−08:00 | 5 mars 2017 - 15 h 40 UTC−08:00 |
|  | 4 mars 2017 - 19 h 10 UTC−08:00 |                                 | France | 7  |                                 |                                 |  |  | 5 mars 2017 - 15 h 40 UTC−08:00 | 5 mars 2017 - 15 h 40 UTC−08:00 |
|  |                                 | Kenya                           | 14     |    |                                 |                                 |  |  | 5 mars 2017 - 15 h 40 UTC−08:00 | 5 mars 2017 - 15 h 40 UTC−08:00 |
|  | Kenya                           | Kenya                           | 14     | 21 |                                 |                                 |  |  | 5 mars 2017 - 15 h 40 UTC−08:00 | 5 mars 2017 - 15 h 40 UTC−08:00 |
|  | Kenya                           |                                 |        | 21 |                                 |                                 |  |  | 5 mars 2017 - 15 h 40 UTC−08:00 | 5 mars 2017 - 15 h 40 UTC−08:00 |
|  | Chili                           | 19                              |        |    |                                 |                                 |  |  | 5 mars 2017 - 15 h 40 UTC−08:00 | 5 mars 2017 - 15 h 40 UTC−08:00 |
|  | Chili                           | 19                              | Kenya  | 21 |                                 |                                 |  |  |                                 |                                 |
|  | 4 mars 2017 - 19 h 32 UTC−08:00 |                                 | Kenya  | 21 |                                 |                                 |  |  |                                 |                                 |
|  |                                 | Samoa                           | 14     |    |                                 |                                 |  |  |                                 |                                 |
|  | Écosse                          | Samoa                           | 14     | 28 |                                 |                                 |  |  |                                 |                                 |
|  | Écosse                          | 5 mars 2017 - 12 h 38 UTC−08:00 |        | 28 |                                 |                                 |  |  |                                 |                                 |
|  | Pays de Galles                  | 21                              |        |    |                                 |                                 |  |  |                                 |                                 |
|  | Pays de Galles                  | 21                              | Écosse | 0  |                                 |                                 |  |  |                                 |                                 |
|  | 4 mars 2017 - 19 h 54 UTC−08:00 |                                 | Écosse | 0  |                                 |                                 |  |  |                                 |                                 |
|  |                                 | Samoa                           | 24     |    |                                 |                                 |  |  |                                 |                                 |
|  | Samoa                           | Samoa                           | 24     | 29 |                                 |                                 |  |  |                                 |                                 |
|  | Samoa                           |                                 |        | 29 |                                 |                                 |  |  |                                 |                                 |
|  | Russie                          | 7                               |        |    |                                 |                                 |  |  |                                 |                                 |
|  | Russie                          | 7                               |        |    |                                 |                                 |  |  |                                 |                                 |

### Matchs de classement

#### Challenge 13e place
|  | Demi-finales                    | Demi-finales                    |       |    | Finale                          | Finale                          |
|  | Demi-finales                    | Demi-finales                    |       |    | Finale                          | Finale                          |
|  |                                 |                                 |       |    |                                 |                                 |
|  | 5 mars 2017 - 11 h 24 UTC−08:00 | 5 mars 2017 - 11 h 24 UTC−08:00 |       |    | 5 mars 2017 - 14 h 28 UTC−08:00 | 5 mars 2017 - 14 h 28 UTC−08:00 |
|  | 5 mars 2017 - 11 h 24 UTC−08:00 | 5 mars 2017 - 11 h 24 UTC−08:00 |       |    | 5 mars 2017 - 14 h 28 UTC−08:00 | 5 mars 2017 - 14 h 28 UTC−08:00 |
|  | Japon                           | 24                              |       |    | 5 mars 2017 - 14 h 28 UTC−08:00 | 5 mars 2017 - 14 h 28 UTC−08:00 |
|  | Japon                           | 24                              |       |    | 5 mars 2017 - 14 h 28 UTC−08:00 | 5 mars 2017 - 14 h 28 UTC−08:00 |
|  | Chili                           | 7                               |       |    | 5 mars 2017 - 14 h 28 UTC−08:00 | 5 mars 2017 - 14 h 28 UTC−08:00 |
|  | Chili                           | 7                               | Japon | 19 |                                 |                                 |
|  | 5 mars 2017 - 11 h 46 UTC−08:00 |                                 | Japon | 19 |                                 |                                 |
|  |                                 | Pays de Galles                  | 21    |    |                                 |                                 |
|  | Pays de Galles                  | Pays de Galles                  | 21    | 24 |                                 |                                 |
|  | Pays de Galles                  |                                 |       | 24 |                                 |                                 |
|  | Russie                          | 5                               |       |    |                                 |                                 |
|  | Russie                          | 5                               |       |    |                                 |                                 |

#### Challenge 5e place
|  | Demi-finales                    | Demi-finales                    |           |   | Finale                          | Finale                          |
|  | Demi-finales                    | Demi-finales                    |           |   | Finale                          | Finale                          |
|  |                                 |                                 |           |   |                                 |                                 |
|  | 5 mars 2017 - 13 h 00 UTC−08:00 | 5 mars 2017 - 13 h 00 UTC−08:00 |           |   | 5 mars 2017 - 16 h 05 UTC−08:00 | 5 mars 2017 - 16 h 05 UTC−08:00 |
|  | 5 mars 2017 - 13 h 00 UTC−08:00 | 5 mars 2017 - 13 h 00 UTC−08:00 |           |   | 5 mars 2017 - 16 h 05 UTC−08:00 | 5 mars 2017 - 16 h 05 UTC−08:00 |
|  | Australie                       | 14                              |           |   | 5 mars 2017 - 16 h 05 UTC−08:00 | 5 mars 2017 - 16 h 05 UTC−08:00 |
|  | Australie                       | 14                              |           |   | 5 mars 2017 - 16 h 05 UTC−08:00 | 5 mars 2017 - 16 h 05 UTC−08:00 |
|  | Argentine                       | 0                               |           |   | 5 mars 2017 - 16 h 05 UTC−08:00 | 5 mars 2017 - 16 h 05 UTC−08:00 |
|  | Argentine                       | 0                               | Australie | 7 |                                 |                                 |
|  | 5 mars 2017 - 13 h 22 UTC−08:00 |                                 | Australie | 7 |                                 |                                 |
|  |                                 | Angleterre                      | 10        |   |                                 |                                 |
|  | Canada                          | Angleterre                      | 10        | 5 |                                 |                                 |
|  | Canada                          |                                 |           | 5 |                                 |                                 |
|  | Angleterre                      | 12                              |           |   |                                 |                                 |
|  | Angleterre                      | 12                              |           |   |                                 |                                 |

## Bilan
Statistiques sportives
- Meilleur marqueur du tournoi :  Ethan Davies ( Pays de Galles) avec 39 points
- Meilleur marqueur d'essais du tournoi :  Lachie Anderson ( Australie) avec 7 essais
- Impact Player :  Vatemo Ravouvou
- Joueur de la finale :  Roscko Speckman
- Équipe type :
  -  DJ Forbes
  -  Danny Barrett
  -  Mesulame Kunavula
  -  Jerry Tuwai
  -  Roscko Speckman
  -  Lachie Anderson
  -  Vilimoni Koroi